# Concoidă

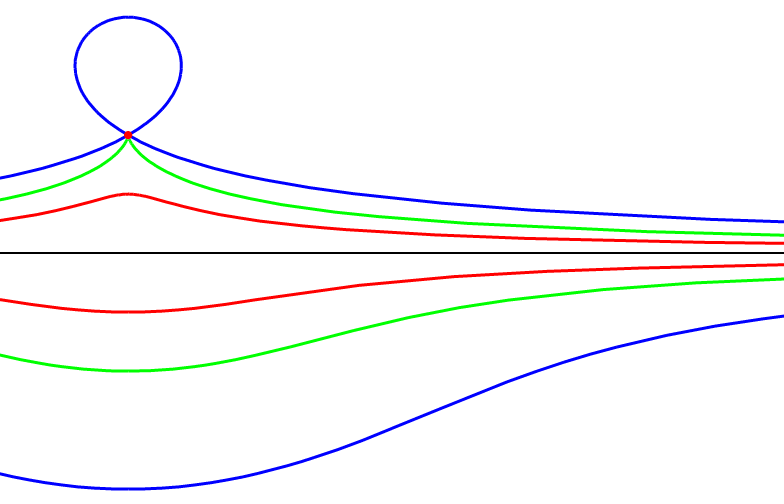
Concoida lui Nicomedes. Punctul fix O este punctul roșu, linia neagră este curba dată și fiecare pereche de curbe colorate este lungimea d de la intersecția cu linia pe care o face o rază în O. În cazul liniei albastre, d este mai mare decât distanța lui O față de linie, deci curba albastră superioară se arcuiește înapoi. În cazul liniei verzi, d este același, iar în cazul curbei roșii este mai mică.

Concoida lui Nicomedes desenată de un aparat, ilustrată în Comentariile lui Eutociu despre lucrările lui Arhimede

O concoidă este o curbă derivată dintr-un punct fix O, o altă curbă și o lungime d. A fost inventată de matematicianul grec Nicomedes⁠(d).

## Descriere
Pentru fiecare linie prin O care intersectează curba dată în A, cele două puncte de pe linie care sunt d din A sunt pe concoidă.
Concoida este, prin urmare, cisoida curbei date și un cerc de rază d și centru O. Este numită concoidă, deoarece forma ramurilor exterioare seamănă cu o concă (ghioc).
Cea mai simplă expresie folosește coordonate polare cu O la origine. Dacă 
{\displaystyle r=\alpha (\theta )}
exprimă curba dată, atunci 
{\displaystyle r=\alpha (\theta )\pm d}
exprimă concoida. 
Dacă curba este o dreaptă, atunci concoida este concoida lui Nicomedes . 
De exemplu, dacă curba este dreapta {\displaystyle x=a}, atunci forma polară a liniei este {\displaystyle r=a\sec \theta } și, prin urmare, concoida poate fi exprimată parametric ca 
{\displaystyle x=a\pm d\cos \theta ,\,y=a\tan \theta \pm d\sin \theta .}
Un limaçon este o concoidă cu un cerc definit ca o curbă dată. 
Așa numitele concoide a lui de Sluze și a lui Dürer nu sunt de fapt concoide. Prima este o cisoidă strictă, iar cel de-al doilea este o construcție încă mai generală.